# 李棟旭
李棟旭（： I Dong-uk，1981年11月6日—），韓國模特兒、男演員。模特兒身份出道，以多部熱門電視劇打開知名度，勇於挑戰各種角色以及出色的外型，為韓流代表性人物之一。

## 早年經歷
李棟旭出生於略微富裕的雙薪家庭，但後來歷經住宅火災、父親經商失敗的家道中落，妹妹更是因而搬至離家較遠的農村。為了減輕父母的經濟負擔，他決定改變自己內向的個性，高二時開始在學校擔任播報員，逐步展現對表演的熱愛；高三時（1999年）在家人的支持下報名參加「V-NESS獨家模特兒選拔大賽」，透過拿下「大獎」與服裝品牌獎被選為模特兒，開啟了演藝之路。

## 演藝經歷

### 1999年出道，2005年《我的女孩》打開亞洲知名度
1999年7月31日，李棟旭在「V-NESS獨家模特兒選拔大賽」中獲獎，正式出道進入演藝圈；同年，於MBC獨幕劇《最佳劇場—在路之外還有世界》中首次演出。2001年，他先後接演有“韓流明星誕生搖籃”美譽的電視劇《學校2》及《學校3》。在2005年至2006年播出的《我的女孩》中，他首次擔任主演，也是洪氏姊妹代表作之一。由於電視劇的高收視，讓李棟旭人氣急升，成功打開全亞洲的知名度。
2009年8月24日，李棟旭開始在忠清南道的陸軍訓練所服兵役兩年。他在入伍前最後幾天，完成電影《大醬：珍愛料理》的拍攝，電影於2009年底上映。2011年6月20日，李棟旭正式結束兵役生活，隨後立即投入《女人的香氣》拍攝，此劇獲得第18屆SBS演技大獎男子連續劇最優秀演技賞。
2014年4月5日，繼《我的女孩》後時隔8年，李棟旭再度與李多海搭檔主演《酒店之王》；2015年10月26日與鄭麗媛時隔12年再度合作主演《泡泡糖》，李棟旭在這兩部電視劇中因角色魅力，在海外得到不錯的回響。

### 2016年：代表作《孤單又燦爛的神—鬼怪》

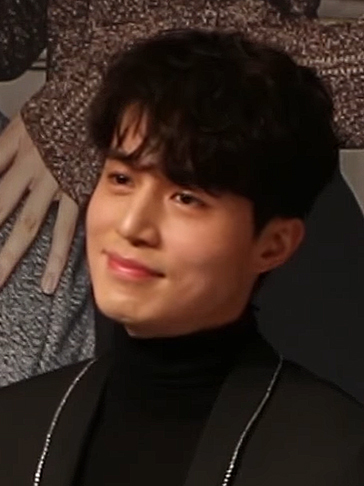
2016《孤單又燦爛的神—鬼怪》記者發布會

2016年，李棟旭出演話題火熱劇《孤單又燦爛的神—鬼怪》。在受訪時，他表示看過劇本後主動說服金銀淑作家讓他出演，劇中除了分飾兩角還是出道以來哭的最兇的一部。電視劇風靡全亞洲的同時，也讓他的演技備受肯定，流行文化評論家鄭德賢（정덕현）給予「穿上人生角色」的評價，網路雜誌《IZE》也稱讚他是「用眼睛能說比臺詞更多的演員」。
2017年3月12日至7月23日間，為延續《孤單又燦爛的神—鬼怪》電視劇所帶來的熱潮，李棟旭展開了亞洲七個城市巡迴的粉絲見面會。同年3月8日，開設V LIVE頻道，並於4月12日起每月12日晚上11點直播節目「李棟旭On the air」，至2018年1月12日結束。

2019年2月6日，他與劉寅娜再續《孤單又燦爛的神—鬼怪》CP搭檔，出演浪漫喜劇《觸及真心》。3月5日，選秀節目《PRODUCE X 101》官方公布李棟旭將擔任主持，成為第4季的國民制作人代表。8月31日，在驚悚劇《他人即地獄》挑戰變態殺人魔角色，展現另一面的反轉演技。12月4日，《李棟旭想做脫口秀》開播，並邀來孔劉為首集嘉賓，該節目於2020年2月26日結束。

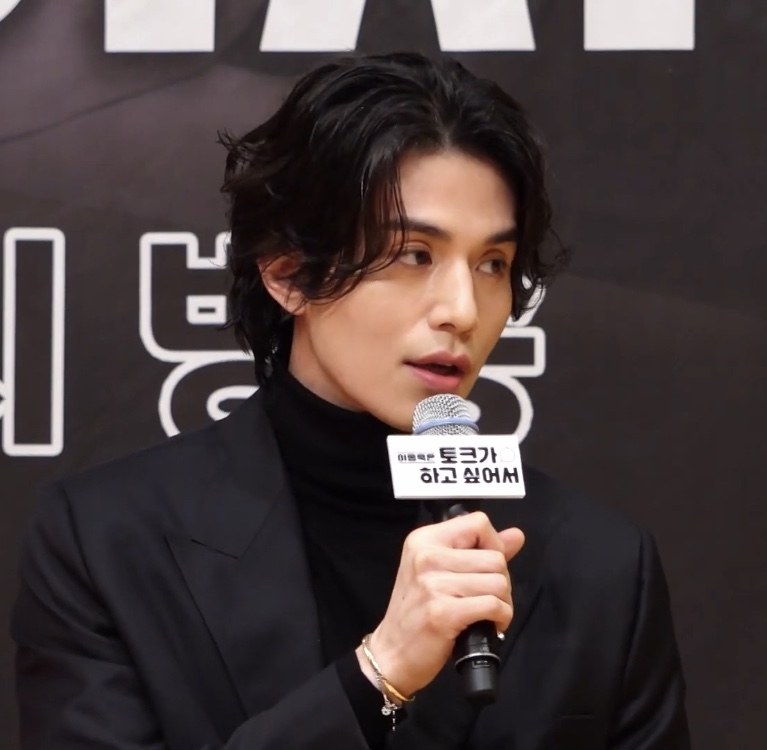
2019《李棟旭想做脫口秀》記者發布會

### 以全方位作品持續活躍於銀幕上
2020年10月7日，《九尾狐傳》首播，李棟旭在劇中設定為「現代男性九尾狐」，因劇情故事交織豐富，播出後成為熱門話題，並於2023年5月6日續演第二季《九尾狐傳1938》，預計仍有第三季的製作。無獨有偶，2024年1月17日主演的劇集《殺人者的購物中心》因爽快的動作題裁廣受好評，也確定續作第二季。

## 影視作品

### 劇集
| 年份   | 播放平台 | 劇名                          | 角色             | 備註                       |
| 1999年 | MBC      | 《最佳劇場—在路之外還有世界》 | 李瑞俊           | 客串                       |
| 2000年 | MBC      | 《秘密》                      | 姜鉉秀           | [ 41 ]                     |
| 2000年 | KBS      | 《學校2》                     | 李江山           | [ 42 ]                     |
| 2001年 | KBS      | 《學校3》                     | 李江山           | [ 14 ]                     |
| 2001年 | KBS      | 《純情》                      | 張鎬九           | [ 43 ]                     |
| 2001年 | KBS      | 《Drama City—快樂天堂》       | 洪燦             | 獨幕劇                     |
| 2001年 | SBS      | 《完美的！》                  | 李棟旭           | 情境喜劇                   |
| 2002年 | KBS      | 《Loving You》                | 李珉             | [ 45 ]                     |
| 2002年 | SBS      | 《Let's Go》                  | 李棟旭           | 情境喜劇                   |
| 2003年 | SBS      | 《認真生活》                  | 李棟旭           | 情境喜劇                   |
| 2003年 | MBC      | 《迴轉木馬》                  | 朴成彪           | [ 43 ]                     |
| 2003年 | SBS      | 《酒之國》                    | 宋道一           | [ 47 ]                     |
| 2004年 | SBS      | 《小島老師》                  | 張哲圖           | [ 10 ]                     |
| 2005年 | KBS      | 《致父親母親》                | 安政桓           | [ 10 ]                     |
| 2005年 | SBS      | 《河內新娘》                  | 朴恩宇           | 中秋節特別單元劇           |
| 2005年 | SBS      | 《我的女孩》                  | 薛功燦           | [ 16 ]                     |
| 2008年 | MBC      | 《甜蜜的人生》                | 李俊秀           | [ 48 ]                     |
| 2009年 | KBS      | 《夥伴們》                          | 李泰祖           | [ 49 ]                     |
| 2011年 | SBS      | 《女人的香氣》                | 姜智旭           | [ 50 ]                     |
| 2012年 | KBS      | 《暴力羅曼史》                | 朴茂烈           | [ 51 ]                     |
| 2013年 | KBS      | 《天命：朝鮮版逃亡者故事》    | 崔元             | [ 52 ]                     |
| 2014年 | SBS      | 《江口的故事》                | 金景泰           | 由LG所打造的第一部3D電視劇 |
| 2014年 | MBC      | 《Hotel King》                | 車載皖           | [ 21 ]                     |
| 2014年 | KBS      | 《鋼鐵人》                    | 朱弘斌           | [ 54 ]                     |
| 2015年 | tvN      | 《泡泡糖》                    | 朴利煥           | [ 24 ]                     |
| 2016年 | tvN      | 《孤單又燦爛的神—鬼怪》       | 王黎（陰間使者） | [ 55 ]                     |
| 2017年 | OnStyle  | 《Love is》                   | 攝影師           | 迷你劇                     |
| 2018年 | JTBC     | 《Life》                      | 芮鎮宇           | [ 57 ]                     |
| 2019年 | tvN      | 《觸及真心》                  | 權正祿           | [ 30 ]                     |
| 2019年 | tvN      | 《請輸入檢索詞WWW》           | 裴塔美的前男友   | 第7集客串                  |
| 2019年 | OCN      | 《他人即地獄》                | 徐文祖           | [ 32 ]                     |
| 2020年 | tvN      | 《九尾狐傳》                  | 李硯             | [ 35 ]                     |
| 2021年 | tvN      | 《邪惡與瘋狂》                | 柳秀悅／印在熙   | [ 59 ]                     |
| 2023年 | tvN      | 《九尾狐傳1938》              | 李硯             | [ 60 ]                     |
| 2024年 | Disney+  | 《杀人者的购物中心》          | 鄭進灣           | [ 61 ]                     |
| 2025年 | tvN      | 《離婚保險》                  | 盧基俊           | [ 62 ]                     |
| 2025年 | JTBC     | 《善良的他》                  | 朴錫哲           | [ 63 ]                     |
| 2026年 | Disney+  | 《殺人者的購物中心2》         | 鄭進灣           | [ 64 ]                     |

### 電影
| 年份   | 片名                  | 角色   | 備註   |
| 2006年 | 《阿朗》              | 李賢基 | [ 10 ] |
| 2007年 | 《最強羅曼史》        | 姜在赫 | [ 65 ] |
| 2008年 | 《那男人的書第198頁》 | 金俊吾 | [ 66 ] |
| 2009年 | 《大醬：珍愛料理》    | 羅菩堤 | [ 19 ] |
| 2015年 | 《愛上變身情人》      | 金禹鎮 | [ 67 ] |
| 2021年 | 《緣來大飯店》        | 金容振 | [ 68 ] |
| 2023年 | 《單身首爾》          | 朴英浩 | [ 69 ] |
| 2024年 | 《哈爾濱》            | 李昌燮 | [ 70 ] |

### MV
| 年份   | 歌手                         | 歌曲                     | 備註                       |
| 2005年 | Monday Kiz                   | 〈Bye Bye Bye〉          | 與張新英                   |
| 2006年 | 李在勳                       | 〈愛著〉                 |                            |
| 2006年 | Suho                         | 〈春夏秋冬〉                     | [ 72 ]                     |
| 2007年 | Jed                          | 〈在愛的森林裡迷失方向〉 | 與史熙                     |
| 2008年 | Suho                         | 〈盡我們所愛〉           | [ 74 ]                     |
| 2009年 | Suho（feat.金範洙）          | 〈未接電話〉             | [ 75 ]                     |
| 2010年 | ZoZo（feat.朴志憲 of V.O.S） | 〈蒲公英〉               | 首次執導並無酬出演的MV作品 |
| 2011年 | 金東律                       | 〈Replay〉               | 與黃承言                   |
| 2013年 | 金泰宇                       | 〈Cosmic Girl〉          | [ 78 ]                     |
| 2017年 | 韶宥＆成始璄                 | 〈顯而易見的離別〉       | [ 79 ]                     |

## 音樂作品

### 單曲
| 年份   | 歌曲               | 專輯                     | 備註                                                                             |
| 2007年 | 〈最強羅曼史〉     | 《最強羅曼史》OST        | 與賢榮                                                                           |
| 2011年 | 〈我們再次〉       | 《女人的香氣》OST 特別版 | 與金宣兒                                                                         |
| 2011年 | 〈To you next me〉 | 不適用                   | 未公開，為李棟旭在2011年的粉絲見面會上為粉絲親自作詞並由歌手好友Suho譜曲的作品。 |

## 主持
| 年份          | 日期                 | 頻道     | 節目名稱                     | 備註                                                                            |
| 2007年        | 5月4日               | 不適用   | 第8屆全州國際影展閉幕式      | 與蘇怡賢                                                                        |
| 2012年        | 12月31日             | SBS      | 《演技大賞》                 | 與鄭麗媛                                                                        |
| 2012年—2013年 | 4月10日—2月12日      | SBS      | 《強心臟》                   | 與申東燁                                                                        |
| 2015年        | 9月10日              | 不適用   | 第10屆《首爾國際電視節》     | 與金諪恩                                                                        |
| 2016年        | 4月28日—6月30日      | On Style | 《My Bodyguard 3：我的保鏢》 | 與趙胤熙、曹世鎬                                                                |
| 2017年—2018年 | 4月12日—1月12日      | V LIVE   | LEE DONG WOOK'S ON THE AIR   | 每個月的12日於韓國時間晚上11點直播。                                            |
| 2019年        | 5月3日—2019年7月19日 | Mnet     | 《ProduceX101》              | 第四季（國民製作人代表）                                                        |
| 2019年        | 12月4日              | SBS      | 《李棟旭想做脫口秀》         | 主持人：李棟旭 ；協力主持 ：張度練（擔任 Show MC）、曹政植（擔任 Talk Analyst） |

## 綜藝節目
| 年份          | 電視台 | 節目名稱       | 集數      | 備註               |
| 2014年—2015年 | SBS    | 《Roommate》   | 共20+26期 | 第一、二季固定成員 |
| 2021年        | JTBC   | 《盼望的大海》 | 12        | 固定成員           |

## 形象推廣

### 公益活動
李棟旭自出道後，多次參與公益活動幫助開發中國家民衆。2009年7月7日，他與金賢珠、金東旭一起透過世界展望會向非洲捐贈22000雙鞋子（約10億韓元）。2011年9月5日，又參與「赤腳青春展」活動成為模特兒和攝影來貢獻自己的才華，將義賣所得透過非營利慈善機構向越南山區無法穿鞋的兒童捐贈鞋子。2012年6月15日，他參與經紀公司King Kong娛樂紀念6月16日的「非洲兒童節」舉辦明星分享義賣會，義賣會將所有收益用於幫助開發中國家的母親與嬰兒。
除此之外，他也有參與其它救助活動。例如在2012年12月6日，在King Kong娛樂率領下一同參與「拯救北極熊（STPB）」活動。2016年11月28日到2017年2月19日共計12週，他為聯合國兒童基金會拍攝募款影片並參與We Action [#every child]的救助活動。2019年4月19日，江原道因於4月4日晚間突然發生山林大火，造成當地民生觀光受創，李棟旭以「江原道旅遊宣傳大使」的身分，出席「Again，Go East」的觀光協助復甦活動。2022年3月11日，他向因慶北蔚珍蔓延至江原三陟的大型森林火災受災戶捐款5000萬韓元，用於受影響的緊急救援與損失恢復。2025年3月南韓山火，李棟旭比照2022年透過全國災害救護協會捐贈5000萬韓元，並被委任為Hope Bridge的榮譽俱樂部會員。

### 個人活動
2017年3月12日至7月23日間，舉行「李棟旭For My Dear亞洲巡迴見面會」。同年9月28日，他前往巴黎參加SS18春夏紐約時裝週。
2018年2月9日平昌冬奧舉辦，他正式被委任為2018冬季奧運會、冬季帕運會及江原道旅遊宣傳大使。親自購買1000張門票，與粉絲一同觀看賽事並舉辦免費的見面會。3月3日，擔任帕運火炬手第二棒；3月13日，參加「和平之牆，團結之門」活動，為平昌帕運創造和平遺產。

### 廣告代言
李棟旭因良好的形象與外貌，深受廣告商的青睞，素有「廣告男神」之稱，故代言種類甚廣也獲消費者的喜愛。
2000年至2020年間，包括有：農心拉麵、休閒服飾지피지기、寶令製藥、LITMUS服飾（與金玉彬）、GREENJOY高爾夫球裝、Dongwon F&B (東遠餐飲)、CASS LIGHT 啤酒、LOCASTE休閒服、CHEVROLET汽車、ECHOROBA登山服、Samsung GALAXY NOTE 2、Downy香水衣物柔軟精、MIND BRIDGE服飾、AIGLE戶外服飾（與高雅羅）、PAT服飾（與美國超模艾莉桑娜·繆思）、Oliver Sweeney奧利弗斯威尼服飾、LIZK-FIRST C PURE VITAMIN C護膚品、Liiv Mate電信金融平台（與劉寅娜）、Al volo Pizza、JIMMY CHOO MAN ICE男仕香水、Post 'CornFlake'穀物、Bruno Baffi服飾、직방(Zigband)房地產應用軟體科技、福斯汽車、《降臨：幽靈使者》3D手遊、BRUNO BAFFI男裝。
其中正官庄高麗蔘精EVERYTIME PLUS從2017年5月代言到2019年6月。2018年則成為CHANEL全球首位男性彩妝代言人以及男士化妝品牌Boy de Chanel的首位代言韓國演員；2019年5月更親訪法國格拉斯的香水產地體驗製作過程並成為香奈兒五號的代言人，以及代言Allure Homme Sport系列，而該品牌相關產品的贊助，也置入到電視劇《觸及真心》中。
2021年至今，包括有：COFFEEBAY咖啡館、BENS傢俱、GOPIZZA、中國大陸Franic護膚品牌、La Mer化妝品、CJ BYOCORE乳酸菌、Samsonite、SK enmove（與孔劉）、義大利ASPESI服飾、TOM FORD光學眼鏡。
其中瑞士天梭錶的亞洲大使身分與Derma Firm化妝品、TDF投資信託管理公司的代言從2022年至今。

## 獲獎紀錄
| 年份   | 頒獎典禮                | 獎項                       | 作品                    | 結果 | 參      |
| 1999年 | V-NESS選拔大會          | 大獎                       | 不適用                  | 獲獎 | [ 12 ]  |
| 2002年 | iTV韓國最高人氣演藝大賞 | 新人獎                     | 不適用                  | 獲獎 | [ 167 ] |
| 2003年 | SBS演技大賞             | 新星獎                     | 《酒之國》              | 獲獎 | [ 168 ] |
| 2011年 | 第18屆韓日文化大賞      | 文化外交部門 大賞          | 不適用                  | 獲獎 | [ 169 ] |
| 2011年 | SBS演技大賞             | 週末連續劇部門最優秀演技獎 | 《女人的香氣》          | 獲獎 | [ 170 ] |
| 2011年 | SBS演技大賞             | 十大明星獎                 | 《女人的香氣》          | 獲獎 | [ 170 ] |
| 2012年 | SBS演藝大賞             | 新人MC獎                   | 《強心臟》              | 獲獎 | [ 171 ] |
| 2012年 | SBS演藝大賞             | 最佳搭檔獎（與申東燁）     | 《強心臟》              | 獲獎 | [ 172 ] |
| 2014年 | 第9屆亞洲模特兒大獎     | 時尚達人獎                 | 不適用                  | 獲獎 | [ 173 ] |
| 2017年 | 第5屆DramaFever Awards  | 最佳男配角獎               | 《孤單又燦爛的神—鬼怪》 | 獲獎 | [ 174 ] |
| 2018年 | 第13屆Soompi Awards     | 最佳男配角獎               | 《孤單又燦爛的神—鬼怪》 | 獲獎 | [ 175 ] |
| 2021年 | 《I-MAGAZINE》          | 亞洲時尚面孔獎             | 不適用                  | 1    | [ 176 ] |
| 2023年 | 第21屆年度品牌大賞      | 電視劇男演員               | 《九尾狐傳1938》        | 獲獎 | [ 177 ] |

## 外部連結
- 官方網頁 （页面存档备份，存于）
- STARSHIP ENTERTAINMENT官方網頁 （页面存档备份，存于）
- 李棟旭的Instagram帳戶
- 李棟旭的Facebook專頁
- 李棟旭在NAVER上的资料
- 李棟旭在Daum上的资料